# Inge Sørensen
Inge Sørensen (Gentofte, 18 de julho de 1924 - 9 de março de 2011) foi uma nadadora olímpica dinamarquesa, a mais jovem medalhista do sexo feminino na história dos Jogos Olímpicos em uma prova individual. Ela ganhou a medalha de bronze nos 200 metros peito no Jogos Olímpicos de Verão de 1936 com apenas 12 anos e 24 dias de idade.